# Dabou (underprefektur)
Dabou är en underprefektur i Elfenbenskusten. Den ligger i departementet med samma namn, i den södra delen av landet, 180 km sydost om huvudstaden Yamoussoukro.